# Jõetaguse (Kadrina)
Jõetaguse es un pueblo ubicado en el municipio de Kadrina, en el condado de Lääne-Viru, Estonia.

## Superficie
Posee una superficie de 7,722 kilómetros cuadrados.

## Demografía
Hasta 2021 la población era de 86 habitantes, con una densidad de población de 11,14 habitantes por kilómetro cuadrado.